# Pickett (Kentucky)
Pour les articles homonymes, voir Pickett.
Pickett est une zone non incorporée (Unincorporated community) du comté d'Adair dans le Kentucky.